# Alchemilla suberectipila
Alchemilla suberectipila é uma espécie de rosácea do gênero Alchemilla, pertencente à família Rosaceae.